# Palau Sant Jordi
Il Palau Sant Jordi è una grande arena polivalente di Barcellona, in Spagna, situata sulla collina di Montjuïc.
Progettato da Arata Isozaki e Mamoru Kawaguchi, fu costruito nel 1990 in occasione dei Giochi olimpici estivi di Barcellona 1992. Attualmente può ospitare ogni tipologia di sport al coperto così come concerti e altre manifestazioni.
L'architettura moderna e le notevoli dimensioni ne fanno una delle arene sportive coperte più importanti d'Europa; è in grado di ospitare 17 000 spettatori seduti per gli eventi sportivi e fino a 20 000 spettatori seduti per i concerti.
Il Palau Sant Jordi di Barcellona ha ottenuto l'ammissione all'European Arenas Association (EAA), l'Associazione che riunisce le più importanti arene europee.

## Eventi sportivi
L'arena ha ospitato le fasi finali (final four) di Eurolega nel 1998 e nel 2003, nella quale la locale squadra di basket, l'FC Barcelona ha vinto la competizione.
Nel palazzetto, inoltre, si è svolta la finale di Coppa Davis del 2000, l'anno della sua 89ª edizione. In quell'occasione la nazionale spagnola sconfisse quella australiana nelle partite che si disputarono tra l'8 e il 10 dicembre, permettendo così alla Spagna di conquistare per la prima volta nella sua storia questo titolo. Sempre lì nel 2009 si è disputata la finale tra Spagna e Repubblica Ceca vinta per 5-0 dagli spagnoli.
Sempre al Sant Jordi si sono svolti i campionati mondiali di nuoto del 2003. Per l'occasione una vasca da nuoto temporanea venne installata all'interno del plesso per permettere lo svolgimento della manifestazione. Allo stesso modo vi si sono svolti i campionati mondiali di nuoto del 2013.

## Galleria d'immagini

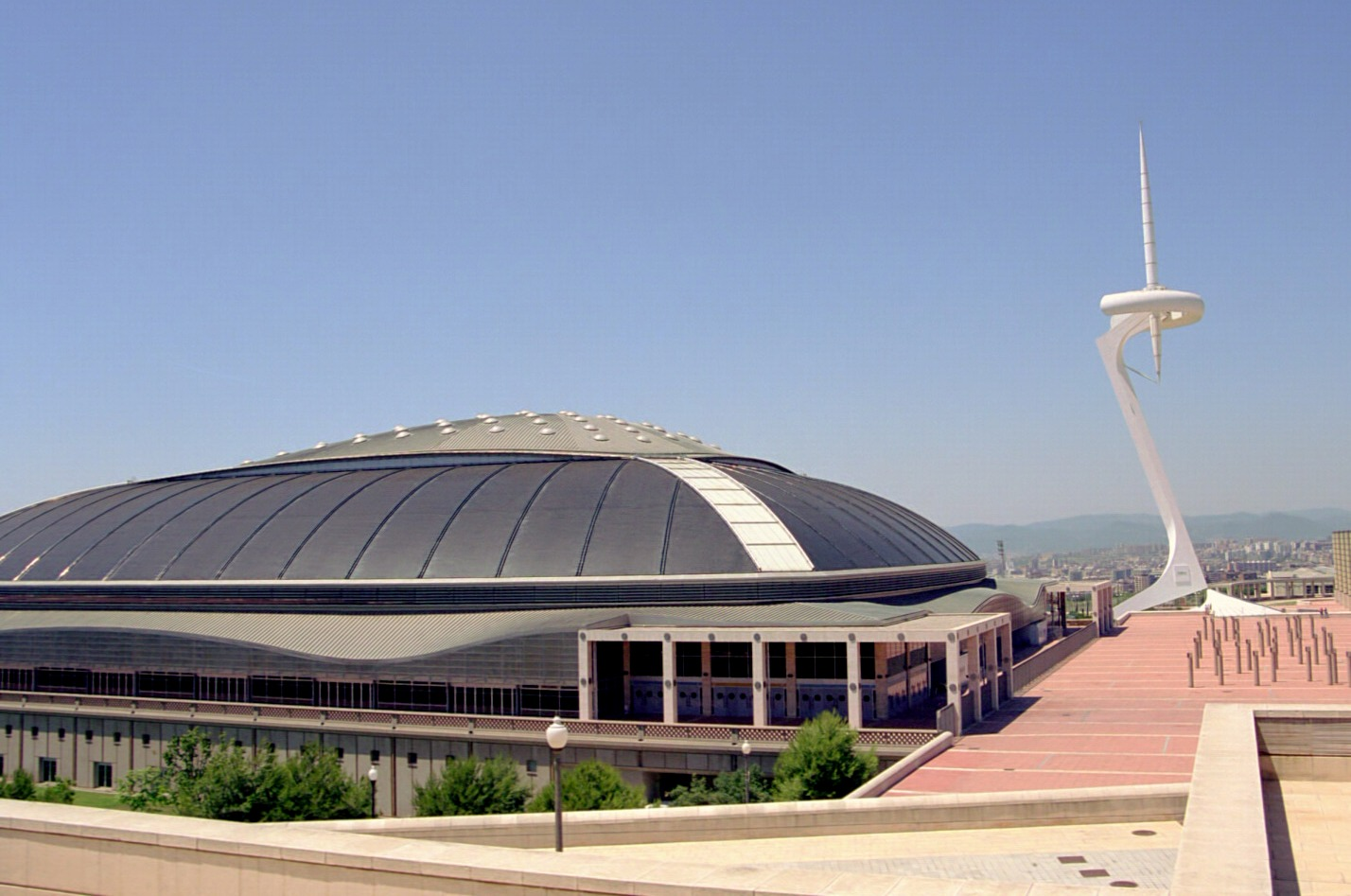
Vista esterna 1
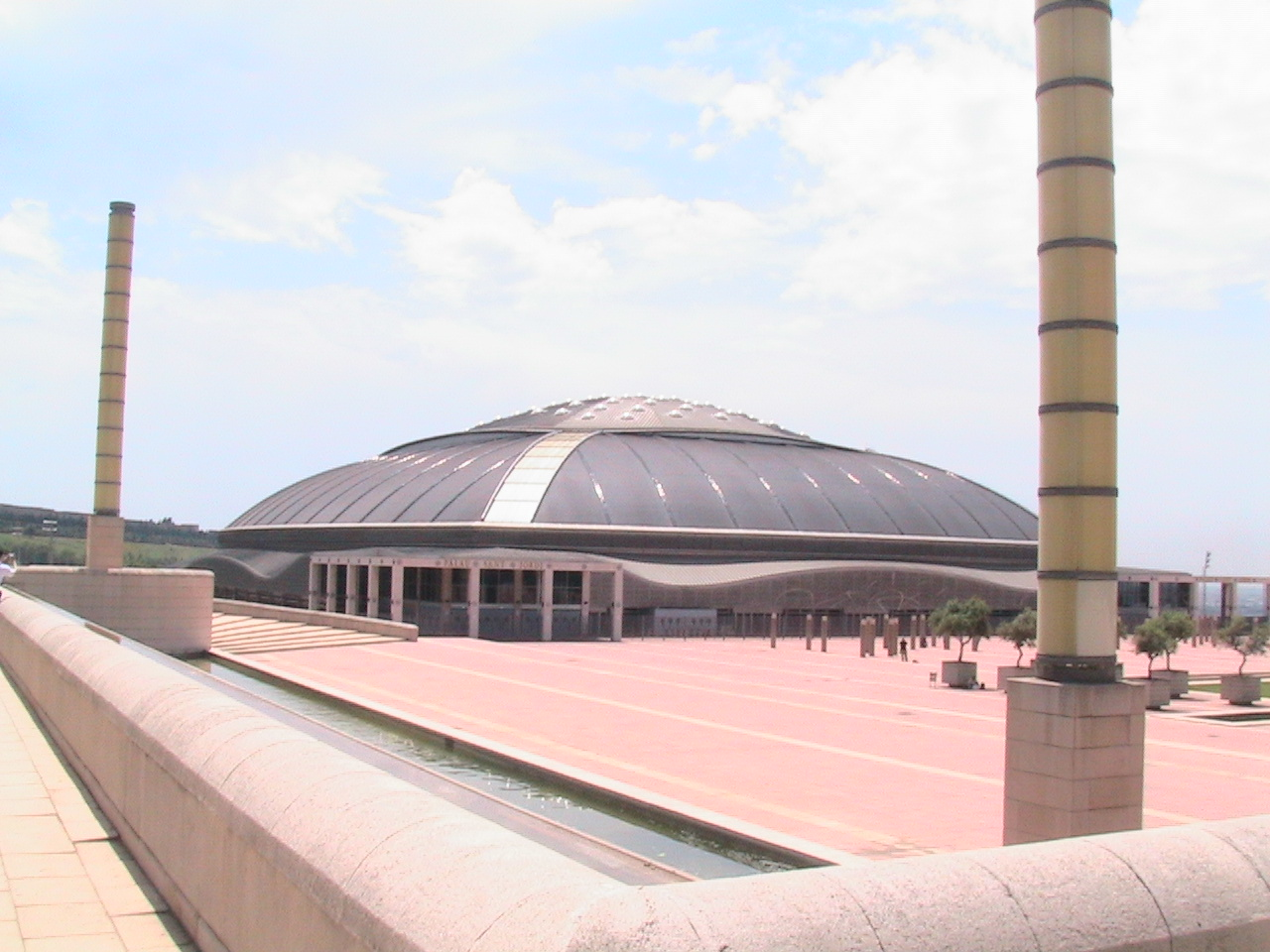
Vista esterna 2